# Cimetière d'Ixelles
Le cimetière de la commune d'Ixelles, situé dans les quartiers du sud de Bruxelles, est l'un des plus importants cimetières de Belgique par le patrimoine funéraire qu'il contient et le nombre de personnalités artistiques, scientifiques, politiques ou militaires qui y sont inhumées.
On parle également du cimetière d'Ixelles pour désigner le quartier qui l'entoure et qui compte de nombreux cafés et restaurants estudiantins. Il est en effet situé entre les deux principaux campus de l'Université libre de Bruxelles (le Solbosch et La Plaine).

## Présentation générale

### Histoire
Dans l’inventaire du patrimoine architectural de la Région de Bruxelles-Capitale, Ixelles, Histoire du développement urbanistique
Initialement, au XVe siècle, la commune d’Ixelles enterrait ses morts autour de l'église Sainte-Croix. Le cimetière, situé dans le centre du village, devint trop petit ; les habitants s’opposèrent à sa présence au début du XIXe siècle mais il fallut attendre la grande épidémie de choléra en 1832 pour convaincre la commune de l'urgence de déplacer le cimetière hors du village.
Il fut d’abord déplacé, dans les années 1832-1834, au lieu-dit Elsenblock, situé au croisement de la chaussée de Boondael et de la rue du Bourgmestre. Mais celui-ci, d’une superficie d’un hectare, devint lui aussi trop exigu. On le déplaça alors en 1877 à l'emplacement qu'il occupe encore actuellement. Ce terrain appartenant à la commune n’était alors pas encore construit. En 1882, une partie des 800 tombes de l’ancien cimetière est transférée vers l’actuel. Le déplacement des monuments est à la charge des familles tandis que celui des dépouilles est assuré par la Commune. Les deux anciens cimetières sont désaffectés. En septembre 1891, le général Boulanger se suicide ici sur la tombe de sa maîtresse, Mme de Bonnemains.

### Interventions

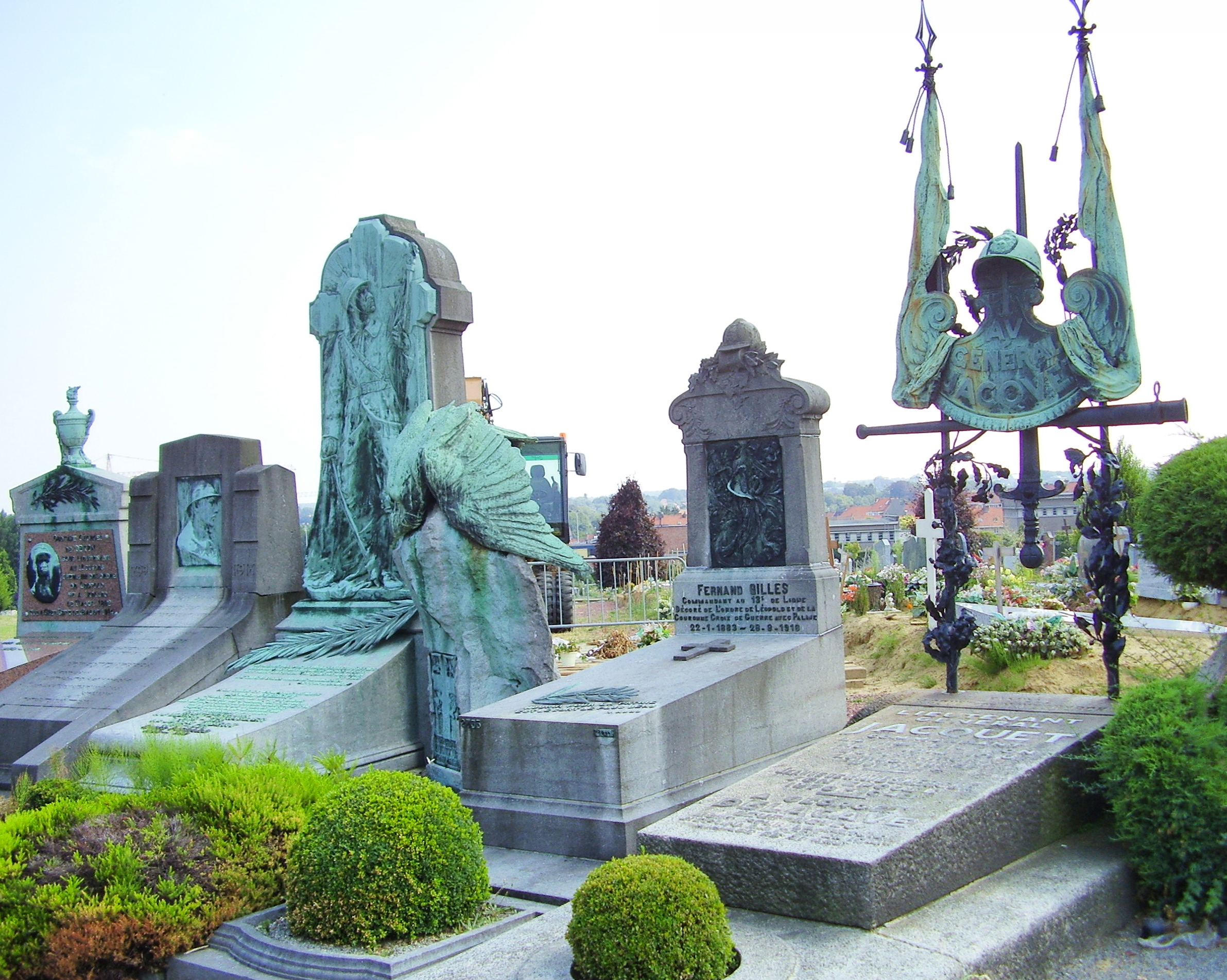
Reposoir des Martyrs

Les architectes Edmond Legraive et Louis Coenraets ont réalisé le projet de la partie la plus ancienne de la nécropole, d’une superficie initiale de 5 hectares. Ils imaginèrent un plan rayonnant qui débutait par une rotonde autour de laquelle étaient plantés des cyprès. Ils conçurent également une large avenue arborée, que le Service public régional Bruxelles urbanisme et patrimoine dépeint comme inspirée de l’antique Via Appia de par sa largeur similaire.
Au début des années 1920, des travaux d’extension du cimetière sont réalisés. Une deuxième rotonde est aménagée et accueille, après la Première Guerre mondiale, des monuments funéraires militaires français et belges. Le Service public régional Bruxelles urbanisme et patrimoine explique d’ailleurs qu’après la Seconde Guerre mondiale le centre fut aménagé en Reposoir des Martyrs, destiné aux victimes de la guerre.

### Statut actuel
Le cimetière d’Ixelles est connu pour la quantité de célébrités qui y sont enterrées ainsi que pour la qualité de ces monuments. Il est comparable à un musée en plein air d’architecture et de sculpture funéraire. Il s'y trouve des personnalités du monde culturel, intellectuel et politique du dernier quart du XIXe siècle et du XXe siècle dont la quantité s’explique par la proximité de divers établissements universitaires et institutions militaires. Les monuments funéraires de la famille Solvay conçus par Victor Horta s'y visitent, qui repose également dans le cimetière, et ceux du Général Boulanger, de Charles De Coster, d’Antoine Wiertz, de Marcel Broodthaers, d’Eugène Ysaÿe ou de Paul Saintenoy.
Dans l’article du journal La Province, datant du 23 septembre 2016, intitulé La Région bruxelloise classe une grande partie du cimetière d’Ixelles, Rudi Vervoort, le ministre-président bruxellois depuis 2013, responsable des Monuments et Sites écrit : « ce cimetière illustre un pan de l'histoire humaine et ornementale bruxelloise au travers des personnages illustres qui y reposent définitivement et la grande variété de styles avec lesquels les tombes ont été sculptées par de nombreux artistes de renommée internationale ».
Un arrêté de protection, pris en septembre 2016, atteste que le gouvernement régional bruxellois a classé certaines parties du cimetière comme ensemble (site et monument) comprenant : 40 tombes (de personnes connues ou non, classées pour leur esthétique), le premier rond-point militaire, le carré militaire, le pavillon-abri, les pavillons d’entrée et les murs d’enceinte.
Au XXIe siècle, ce cimetière demeure l’un des plus anciens cimetières communaux de la Région bruxelloise. Son territoire s’étend sur 12 hectares. On le trouve à l’identifiant 21354. D'après cet arrêté, le cimetière possède une valeur historique, artistique, esthétique, scientifique, folklorique et sociale d’après les critères visés à l’article 206, 1er du code bruxellois de l’aménagement du territoire.

### Personnalités enterrées au cimetière d'Ixelles
- Pierre Abattucci (1871 - 1942), artiste peintre
- Akarova (1904 - 1999), danseuse, chorégraphe, sculptrice et artiste peintre
- Émile Banning (1836-1898), diplomate, bibliothécaire, archiviste, journaliste et écrivain
- Aloïse Biebuyck (1860-1944), lieutenant-général
- Adrien Blomme (1878 - 1940), architecte
- Anna Boch (1848 - 1936), peintre
- Jules Bordet (1870 - 1961), Prix Nobel de médecine
- Henriette Bosché (1872-1949), peintre, décoratrice, graveuse, enseignante
- Georges Boulanger (1837 - 1891), général français, ministre de la guerre, député sous la Troisième République
- Victor Bourgeois (1897 - 1962), architecte moderniste
- Marcel Broodthaers (1924 - 1976), artiste surréaliste
- Marguerite Brouzet (1855-1891)
- Félicien Cattier (1869 - 1946), financier professeur
- Marina Chafroff (1908-1942), résistante durant la seconde guerre mondiale
- Louis Napoléon Chaltin (1857-1933), officier
- René Cliquet (1899-1977), sculpteur et médailleur
- Omer Coppens (1864-1926), peintre, aquarelliste, graveur, céramiste
- Dolly Damoiseau (1930 - 2018), journaliste
- Johan Michiel Dautzenberg (1808 - 1869), poète flamand
- Armand De Ceuninck (1858-1935), ministre
- Charles De Coster (1827 – 1879), écrivain
- Marie de Vivier (1899 - 1980), écrivain
- Cesare Dell'Acqua (1821-1905), peintre
- Henri Denis (1877-1957), lieutenant-général, ministre
- Octave Dierckx (1882-1955), avocat, homme politique
- Neel Doff (1858 – 1942), écrivaine
- Baron Louis Empain (1906-1976), homme d'affaires et philanthrope belge
- Bernard Faure (1929 - 2016), comédien et présentateur télévision
- Édouard Froidure, fondateur des Petits Riens
- Maurice Hagemans (1852 - 1917), artiste-peintre
- Marcel Hastir (1906 - 2011) artiste peintre et résistant
- Victor Horta (1861-1947), architecte
- Louis Hymans (1829 - 1884), journaliste et politicien
- Paul Hymans (1865 - 1941), homme d'État
- Roger Lallemand (1932 - 2016), avocat, ministre d'État.
- Lieutenant-général Comte Gérard Leman (1851-1920), militaire
- Camille Lemonnier (1844 – 1913), écrivain
- Constantin Meunier (1831 - 1905), peintre et sculpteur
- Jean-Baptiste Moens (1833 - 1908), philatéliste
- Jeanine Moulin (1912 - 1998), écrivain
- Frédéric Neuhaus (1846 - 1912), pharmacien
- Paul Nougé (1895 – 1967), écrivain surréaliste
- Élisée Reclus (1830 - 1905), géographe, pédagogue, communard, militant et théoricien anarchiste français
- Élie Reclus (1827 - 1904), journaliste, ethnologue communard, militant et théoricien anarchiste français
- Paul Saintenoy (1862 - 1952), architecte
- Ernest Solvay (1838 - 1922), savant, entrepreneur
- Henri Storck (1907 - 1999), réalisateur
- Francine Vendel (1931 - 1998), actrice
- Alphonse-Joseph van Steenkiste (1849 - 1919), comte romain, entrepreneur
- Carl Sternheim, (1878 - 1942) écrivain et auteur de pièces de théâtre allemand.
- Joseph-Ferdinand Toussaint (1807 - 1885), juriste, homme politique saint-simonien, beau-père de l'architecte Joseph Poelaert.
- Józef Wieniawski (1837 - 1912), pianiste
- Antoine Wiertz (1806 – 1865), peintre
- Eugène Ysaÿe (1858 - 1931), violoniste
- Stéphanie de Windisch-Graetz (1939-2019), princesse, photographe et peintre.
- René Zayan (1947 - 2014), professeur de psychologie politique et d'éthologie à l'Université catholique de Louvain.

## Présentation architecturale

### Plan général
Les architectes se sont inspirés de nécropoles semblables, au cimetière du Père-Lachaise à Paris ou aux camposanti italiens de Gênes ou Milan : l’aménagement se fait de la même manière que pour une ville (organisation en quartier, avenues, places, ronds-points).
La structure du plan en étoile part à chaque fois des ronds-points pour ensuite se diviser de manière rayonnante en avenues puis en allées. Tout gravite autour de ces trois ronds-points, épicentres de la circulation et des vues panoramiques : 
- Le premier rond-point se situe à l’extérieur de l’enceinte, il relie la chaussée de Boondael et les avenues de l’Université et la Couronne. Celui-ci conduit à l’entrée principale.
- Le second rond-point mène à une grande allée arborée au long de laquelle se trouvent les sépultures les plus anciennes et remarquables du cimetière.
- Le dernier rond-point, appelé rond-point militaire, est nommé ainsi du fait qu'il donne directement sur le carré militaire, inauguré en 1923. Les monuments qui s'y trouvent ont majoritairement été construits après la Première Guerre mondiale[11].

Cette organisation semblable à celle d'une ville permet de créer des ambiances différentes en fonction du traitement des espaces piétonniers. Les axes principaux découpent le site en parcelles triangulaires de tailles variables.

### L'entrée principale

#### Situation actuelle
L’entrée principale fonctionne en symétrie. Elle est constituée de deux pavillons d’angle Architecture néo-classique. Le Service public régional Bruxelles urbanisme et patrimoine décrit ces pavillons comme reliés par un mur percé d’une grille axiale en fer forgé scellée dans des imposants pilastres. Cette entrée se fait à l’angle formé par la chaussée de Boondael et l’avenue de la Couronne.
- Les pavillons

Les pavillons d’angle sont élevés d’un niveau et demi et possèdent une toiture en bâtière, à trois pans. Les deux pans principaux s’inclinent sur la longueur des façades, tandis que l’arrière des bâtiments reprend le troisième pan. Le pavillon de gauche est couronné de plusieurs cheminées dont la souche est coiffée de deux mitrons, tandis que celui de droite n’en possède qu’une.
Les murs de pignon de ces pavillons constituent les façades principales de chacun des deux bâtiments. Leurs façades sont enduites et peintes, puis rehaussées d’éléments de pierre bleue qui tranchent avec le fond blanc. Les façades principales possèdent une travée unique sous leurs frontons. Cette travée, faisant face au rond-point, est percée d’une double-porte. Celle-ci est disposée dans un encadrement à arc en plein cintre, accompagnée d’un triplet à l’étage.
Pour les façades latérales, le pavillon de droite est doté de trois travées, tandis que le pavillon de gauche quatre. La plupart de ces travées sont marquées de niche aveugle. De plus, les menuiseries sont d’origine dans la description du Service public régional Bruxelles urbanisme et patrimoine.
Les fenêtres sont séparées par un meneau de pierre bleue simple et vertical. Cela apporte un apport structurel aux baies verticales des bâtiments. Chacune des façades est organisée selon deux corniches de pierre bleue saillantes. La corniche permet de rejeter l’eau de pluie loin des façades, de manière à les protéger. Les deux pavillons reposent sur un large soubassement de pierre bleue, prolongé sur le mur de l’enceinte.
- Les pilastres

Les deux pilastres qui encadrent la grille en fer forgé de l’entrée principale sont de forme rectangulaire. Ils reprennent les codes architecturaux des pavillons : leur base est le prolongement du soubassement du mur, en pierre bleue. Ils sont coiffés de chapiteaux sur lesquels repose un abaque de pierre bleue sculptée. Leurs fûts et leurs corbeilles (ou échines) sont en maçonnerie, peints en blanc. Les deux fûts sont ornés de plaques commémoratives sculptées, elles aussi en pierre bleue.
- La seconde entrée

La seconde entrée se fait elle aussi le long de la chaussée de Boondael, plus loin. Elle est moins utilisée mais toutefois flanquée d'imposants pilastres pour la matérialiser.

#### Situation initiale
D’après l’arrêté 2016031702 du Gouvernement de la Région de Bruxelles-Capitale  : les façades du côté des avenues ne possédaient autrefois que 3 travées, d’après les plans à l’origine. Sur une carte postale datant de 1920, les tympans décorés de symboles funéraires ne correspondent plus au dessin, ils ont perdu leurs décors.
Le pavillon de gauche était, d’après les plans, destiné au bureau et au logement du conservateur'. Il est composé de trois pièces en enfilade, le mur vers la rue est aveugle et les pièces sont éclairées par des ouvertures qui se trouvent du côté du cimetière. Un escalier menant à l’étage est placé dans la cuisine (pièce centrale du rez-de-chaussée). Toutefois le pavillon a subi quelques transformations avec le temps, celles-ci respectent néanmoins le style architectural et le caractère patrimonial de l’ensemble.
Une travée supplémentaire a été rajoutée en 1911, modifiant le plan dans lequel les escaliers se trouvent. On a désormais un plan avec quatre pièces en enfilade où des fenêtres ont été ajoutées côté rue. Du côté du cimetière, la travée supplémentaire a été agrandie et possède désormais une annexe avec un toit plat, destiné à l’accueil.
Le pavillon de droite possède toujours des niches aveugles, comme indiqué sur le plan d’origine. Ces pavillons abritent le service communal de gestion.

### Le pavillon-abri
Le pavillon-abri, situé à droite, derrière l’entrée principale, est une excellente représentation de l’architecture utilitaire de ce genre de lieu. Il est initialement conçu pour le surveillant du cimetière.
Les plans pour sa construction sont lancés en 1906. Il est de style Art nouveau. En Belgique, ce courant connaît deux tendances : d’une part, il prend des formes florales et organiques propres à ce qu’on peut voir dans le travail de Victor Horta, d’autre part, il opte pour des formes bien plus géométriques, influencées par l’art de Paul Hankar ou la Sécession viennoise.
Dans le cas de ce pavillon-abri, c’est l’influence géométrique qui prédomine. Ce mouvement, associé à la révolution industrielle, utilise des matériaux nouveaux liés à cette période historique. Ce pavillon-abri est une illustration de cela : il est constitué de fer et de verre. Son style est différent de l’entrée (de facture néoclassique) car sa construction est plus tardive, elle adopte les mouvements architecturaux liés à son époque de conception.
En l’occurrence ici, il s’agit d’un style Art nouveau, donc un style international né en réaction aux styles « néo », ce qui explique la différence avec les bâtiments de l’entrée. On ne trouve que très peu d’information à son sujet. Dans l’arrêté de protection du Gouvernement, on apprend que ce pavillon est disposé sur un soubassement de pierre bleue. Il comporte deux sections : l’une fermée destinée au surveillant, l’autre munie de bancs et ouvertes sur une large baie, destinée au public. Une autre caractéristique de ce mouvement est la présence de rythmes, que l’on retrouve à travers les ouvertures en vitraux quadrillées, mais aussi la présence d’une épaisse corniche continue en saillie qui vient couronner le bâtiment et faire écho aux larmiers situés sous les ouvertures.
L’architecture de ce pavillon-abri imite la forme des verrières, très présentes en Belgique et caractéristiques de l’Art nouveau. Ce bâtiment a été restauré en 2015. Il possède une toiture en zinc, mais les plans conservés aux archives municipales nous permettent de constater qu’à l’origine, le pavillon était coiffé d’une crête en fer forgé ainsi qu’une marquise en fer. Une carte postale datant de 1920 témoigne de cela, permettant de conserver une trace de son ancienne apparence. On ne connait pas l’architecte à l’origine de ce bâtiment car la signature de ce dernier est illisible.

### L'aménagement paysager
Les plantations du cimetière étaient à l’origine constituées majoritairement de cyprès. Lors de leur remplacement, c’est la diversité des essences végétales qui l’a emporté sur la spécificité. Cela est essentiellement dû au fait que les nouvelles essences introduites possèdent un feuillage persistant, ce qui limite l’entretien du site (ramassage des feuilles par exemple). Le caractère végétal du cimetière prend diverses formes : des espaces dont la vue est très fermée et arborée à cause des écrans de végétaux tels que des lauriers du Japon et une abondance d’essences, mais aussi des vues très dégagées, avec de grands parterres aérés et fleuris.
Au total, pas moins de huit arbres du cimetière sont relevés dans l’inventaire des arbres remarquables de la Région de Bruxelles-Capitale (deux marronniers communs, deux aulnes à feuilles cordées, deux frênes pleureurs et deux thuyas du Pacifique).

### Reposoir des martyrs
Au début de la Première Guerre mondiale, le cimetière accueille les corps des soldats. Au lendemain de la guerre, la commune lance un concours pour la réalisation d’un monument de souvenir (avec une crypte) et le réaménagement de l’entrée (pour une meilleure visibilité de l’édifice depuis la voie publique).
Le projet est confié au jeune architecte bruxellois Henri Derée qui proposera un monument et un portail inspiré par le mouvement Art déco. Mais l’initiative reste à l’état de projet car la commune oublie de demander l’accord aux familles des soldats. À la place, une simple crypte sera réalisée sur la pelouse d’Honneur.
Afin d’agrémenter ce monument, et pour rendre hommage aux soldats, la commune poste alors quatre sentinelles de bronze grandeur nature. Pour cela quatre statuaires sont mobilisés : Charles Samuel, Isidore De Rudder, Jules Herbays et Marcel Rau. Chacun réalisera un soldat de bronze veillant sur la pelouse où reposent 425 soldats belges et alliés. Les quatre sentinelles de bronze seront placées aux quatre extrémités de la pelouse, aménagée en rangées parallèles, et séparées de haies de taxus taillées.

### Les sépultures
Le cimetière d'Ixelles recense des sépultures de tous types : plus ou moins anciennes, artisanales ou produites de manière industrielle.
En plus de son plan d'aménagement particulier, ce cimetière est réputé pour la qualité esthétique de ses sépultures. En effet, celles-ci abordent des styles architecturaux variés mais ce sont l'Éclectisme (architecture) et l'Art déco qui sont les styles les plus présents. Les sépultures remarquables sont d'architectes renommés (Ernest Acker, Albert Callewaert, Henry Lacoste, Victor Bourgeois, Victor Bourgeois, etc.), d'artisans, de sculpteurs (Julien Dillens, Louis-Eugène Simonis, Marcel Rau, etc.) et de spécialistes de l'art funéraire.
Ces sépultures sont majoritairement réalisées dans des matériaux funéraires standards tels que des marbres et des granits, mais elles sont aussi faites de Pierre bleue (calcaire), un matériau local noble. En 1919, une baisse de production de tombes en pierre bleue a lieu, causée par l'apparition d'un nouveau procédé de découpe du granit. Cette découverte fait chuter les prix de production de sépultures en granit, aux dépens de celles en pierre bleue.
Un nouveau type de monument funéraire voit le jour dans ce cimetière : le soufflet. Il s'agit d'un modèle funéraire composé d'un élément en granit disposé sur le socle de la sépulture, dont les dimensions sont différentes de celles des éléments sur lesquels il repose (stèle, colonne, obélisque). Ce modèle est inventé par les frères marbriers Beernaert, comme l'attestent les archives Beernaert qui font partie de la collection d’Epitaaf. L’entreprise Beernaert était très active. Elle a, entre autres, travaillé sur les arcades du Cinquantenaire à Bruxelles aux côtés de Delpan, mais aussi sur la stèle du Square du souvenir, le monument des Ixellois morts au champ d’honneur (1926). Leur entreprise de marbrerie était d’ailleurs établie en face du cimetière d’Ixelles (au début du XXe siècle).
On trouve environ 350 monuments funéraires dans ce cimetière qui associent leurs stèles à un modèle de soufflet.

## Exemples de sépultures
La description des 5 tombes qui suit sera tirée pour partie des rapports de l’arrêté du Gouvernement de la Région de Bruxelles-Capitale de 2016 , listant les monuments classés pour leurs caractéristiques remarquables, et non leurs renommées.

### Marcel Broodthaers: (Avenue 1-3-1, créée en 1904)

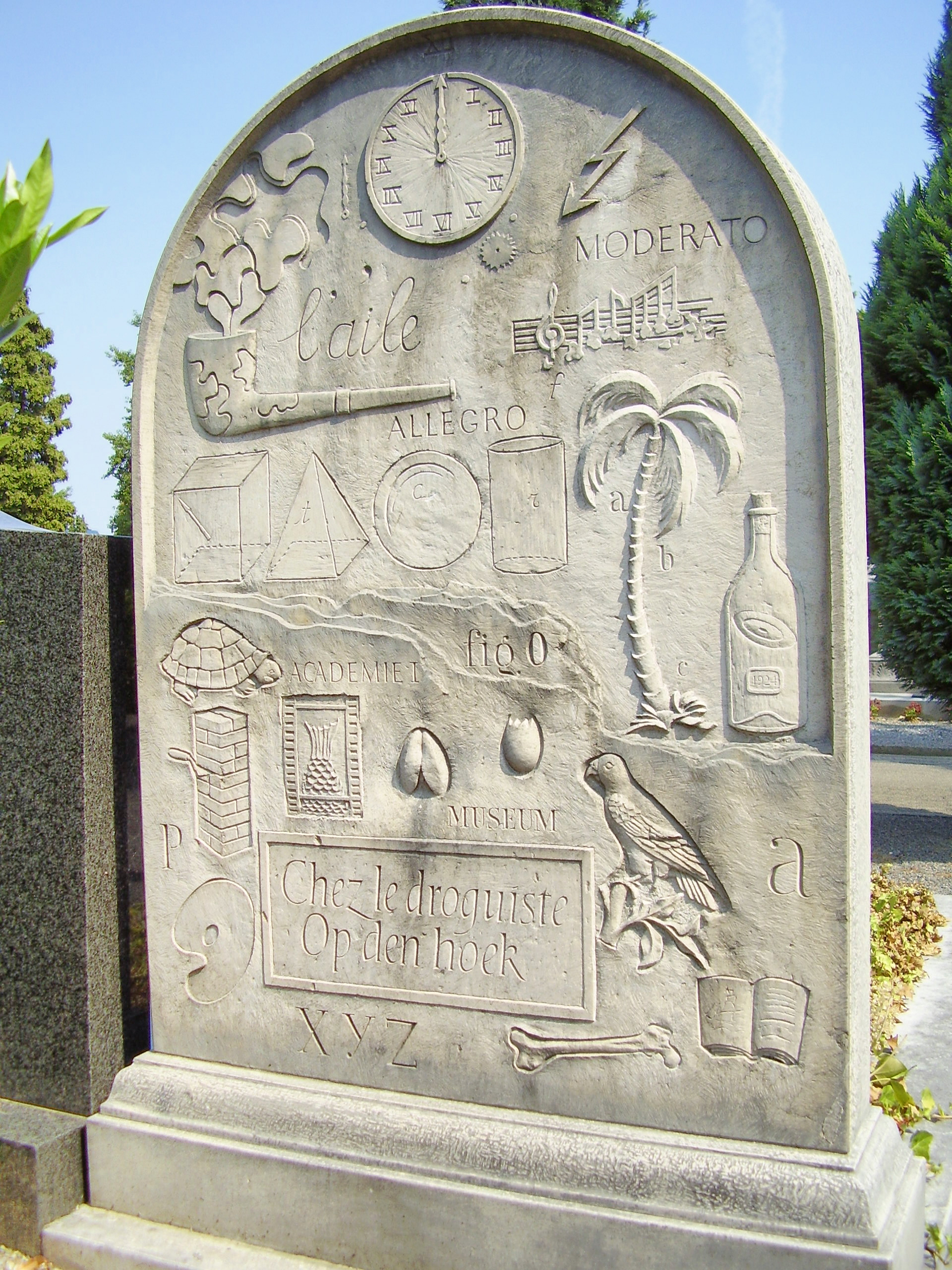
Verso de la tombe de Marcel Broodthaers

Cette tombe est à l’image de l'artiste belge surréaliste, Marcel Broodthaers (1924-1976). Cette œuvre funéraire est le travail du sculpteur Pieter Boudens. Son espace funéraire est composé d’une stèle en pierre calcaire rectangulaire arrondie aux angles supérieurs. Sa forme est simple, mais les inscriptions qui l'ornent en font toute la singularité.
Des œuvres qui se composent d'objets, d'assemblages, d'accumulations (coquilles d'œufs, briques, moules, etc.) où se mêlent humour et absurde. Cette tombe bien que simple dans la forme, demeure aussi hermétique et énigmatique que ses œuvres. Lorsque l’on visite sa tombe, on retrouve d’ailleurs au pied, de véritables coquilles de moules, hommage à son travail.
Sa tombe permet un prolongement indéfini de sa vie et de son œuvre. Dessus, il est écrit l'épitaphe suivante : Ô Mélancolie aigre château des aigles, une citation de son œuvre. La stèle repose sur un soubassement rempli de terre en son centre et dans lequel poussent des végétaux. La semelle n’est pas apparente, rendant la géométrie de cette sépulture encore plus simplifiée.

### Cauderlier Émile: (Avenue 3-3-29, créée en 1912)

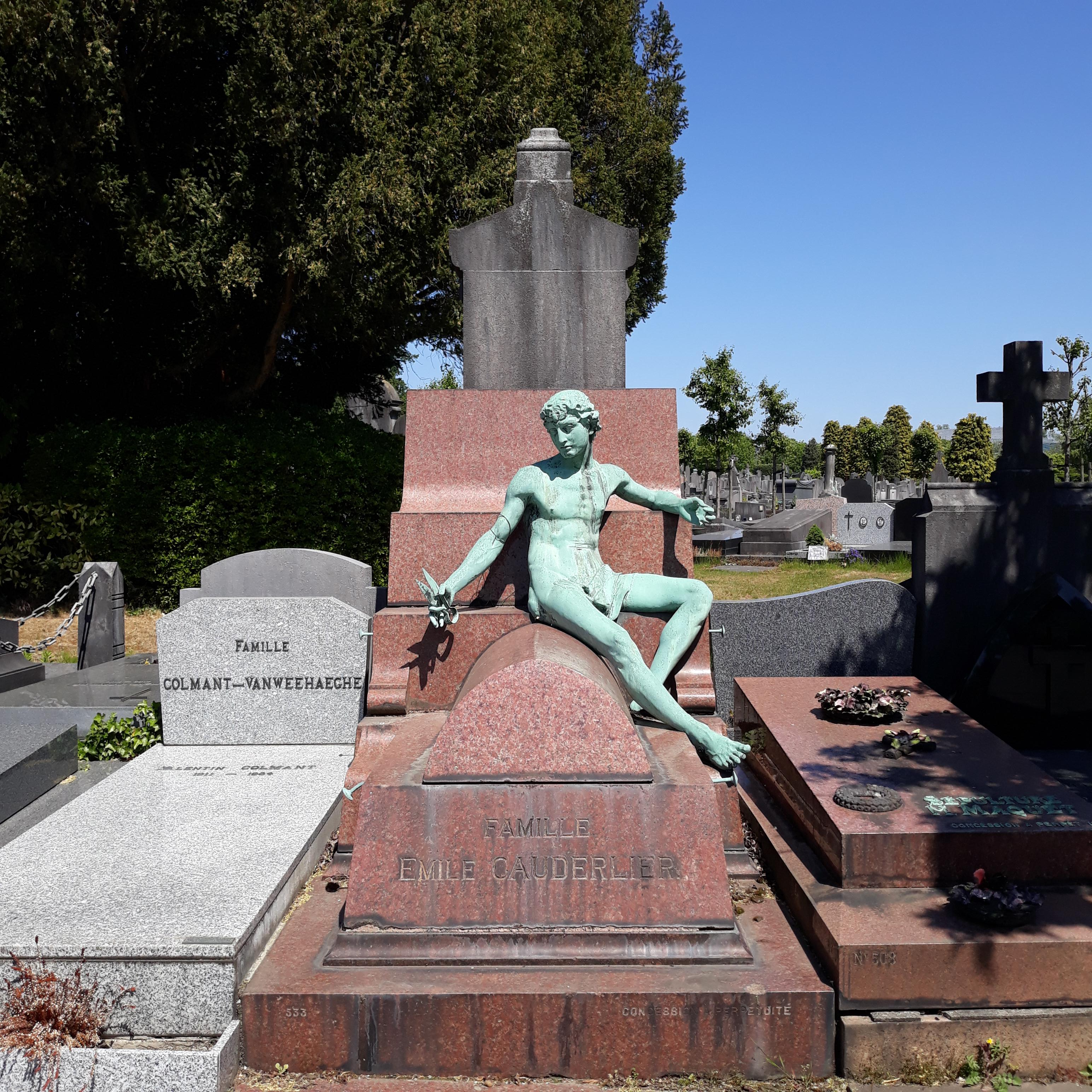
Sépulture Cauderlier Émile

Émile Cauderlier (1946-1918) est un écrivain connu pour son livre Du St-Gothard à Syracuse : voyage en Italie et en Sicile. La sépulture est monochrome à l’exception de la statue, elle possède une stèle rectangulaire qui forme une assise pour cette dernière. Son soubassement est classique. La sculpture est le travail d’Eugène Jean de Bremaecker), elle est l’une des sépultures les plus remarquables du cimetière.
Le fil de cuivre, encore présent en 2006, a disparu depuis. Le jeune homme tenait ce fil entre ses doigts, il en va de même pour une pièce de cuivre, dans laquelle passait ce fil, située sur le côté du sarcophage. Sur le front de la statue est accroché un scarabée, symbole de renaissance pour les morts et un emblème protecteur pour les vivants.

### Dutrieux-Sacco: (1errond-point, angle avec l’avenue 5, créé en 1878)

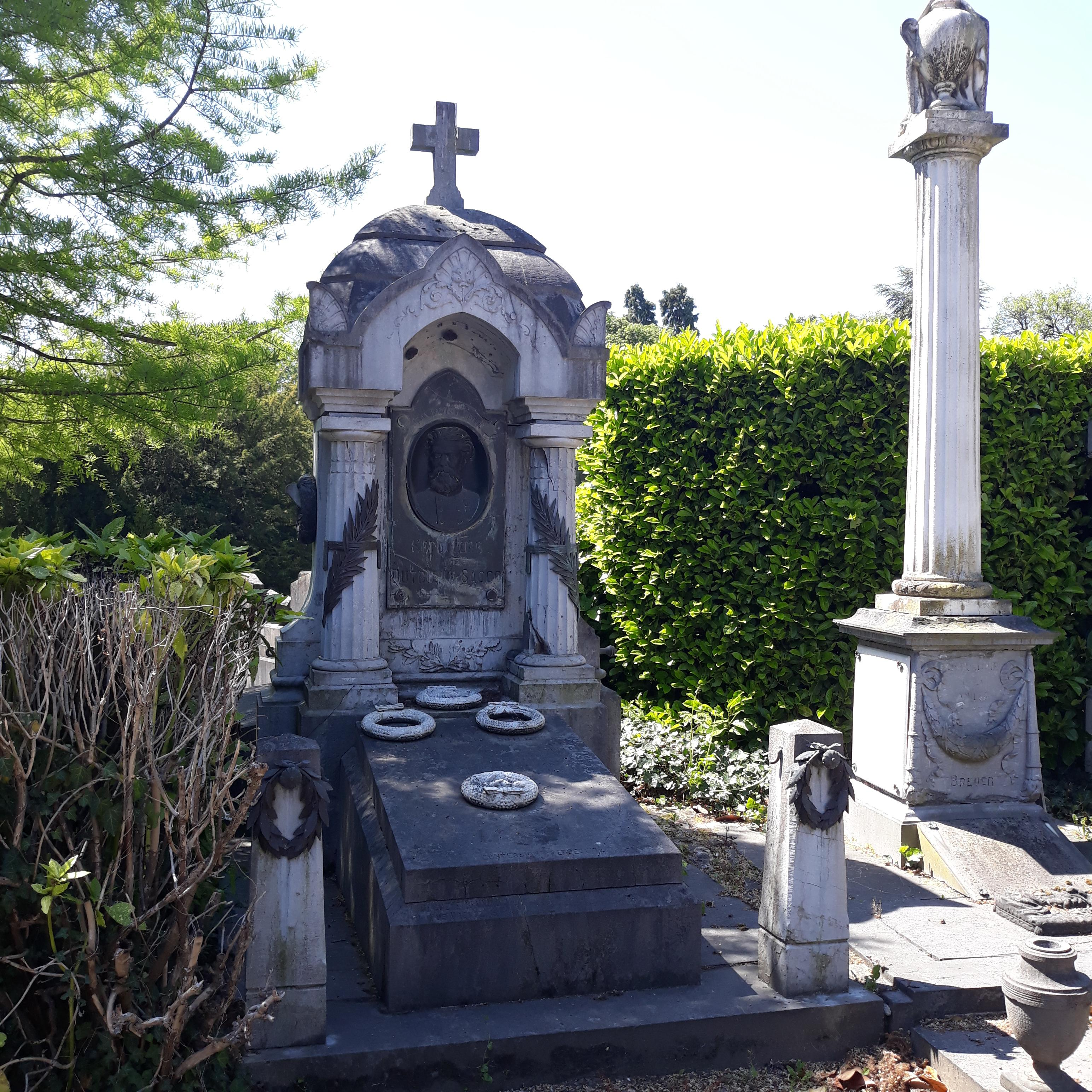
Sépulture Dutrieux-Sacco

Dans cette sépulture repose Jean-Baptiste Joseph Dutrieux (1819-1878) et sa femme Carla Julie Sacco (1822-?). Il y a un jeu de bichromie entre les parties en pierre sombre et celles en pierre claire qui accentuent la présence de l‘arc en doucine de la stèle sur laquelle repose le soufflet sombre en forme d’arc de style Tudor.
On peut noter une surenchère d’éléments décoratifs (feuille de chêne (symbole de vitalité), palmette (motif ornemental et décoratif en forme de feuille de palmier), couronnes, médaillons). Il y a une présence de représentations symboliques très fortes sur ce monument (guirlande, urne, coussin, flambeaux), toujours liées à l’univers de la mort.

### Geens-Piermont: (Pelouse S7-10, créée en 1904)

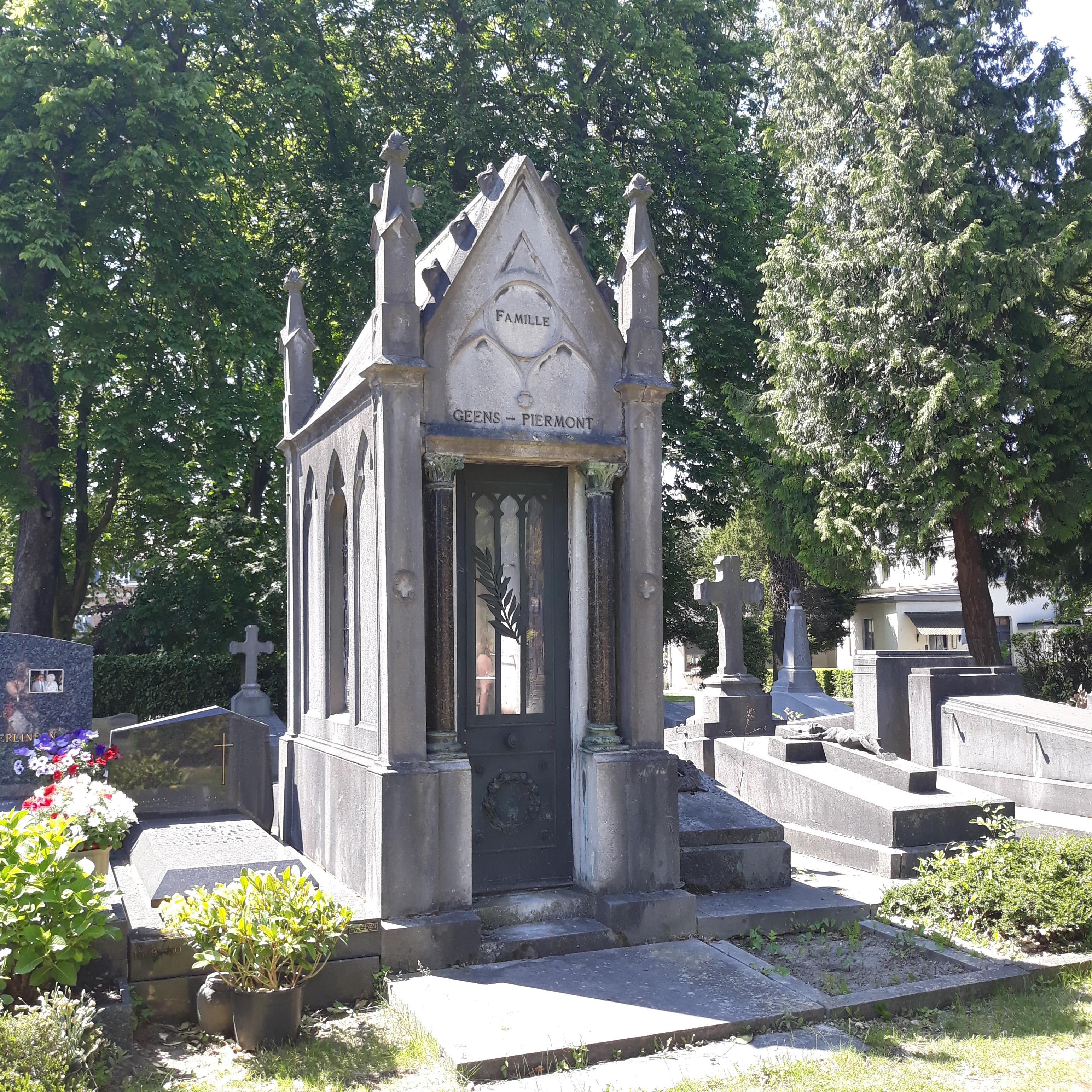
Sépulture Geens-Piermont

Ce monument est l’un des rares du cimetière à s’apparenter à un style néogothique. Il est réalisé en granit fin. Il adopte la forme d’une chapelle funéraire dont les ouvertures sont enrichies de trois vitraux colorés. Le choix du néogothique témoigne d’une certaine appartenance au monde catholique.
Cette appartenance est avérée par les représentations de saints sur les vitraux. Le style néogothique (à partir de 1860 environ) est une tendance architecturale mettant à l’honneur les formes ogivales et verticales issues du Moyen Âge gothique. On retrouve dans ce monument quatre pinacles qui encadrent la toiture.
L’entrée du monument se fait via une porte de bronze ouvragée, marquée par un jambage permettant de porter le linteau sur lequel repose un tympan en arc brisé, très peu décoré. La toiture est coiffée de gâbles, un couronnement ornemental qui décore la baie. La silhouette du monument est marquée par les contreforts très présents (presque un quart de la hauteur) de la tombe, remplaçant les soubassements. La chapelle est posée sur une semelle de granit, on y accède en montant deux petites marches.

### Pierre-Ripert: (pelouse U-12-1, créée en 1919)

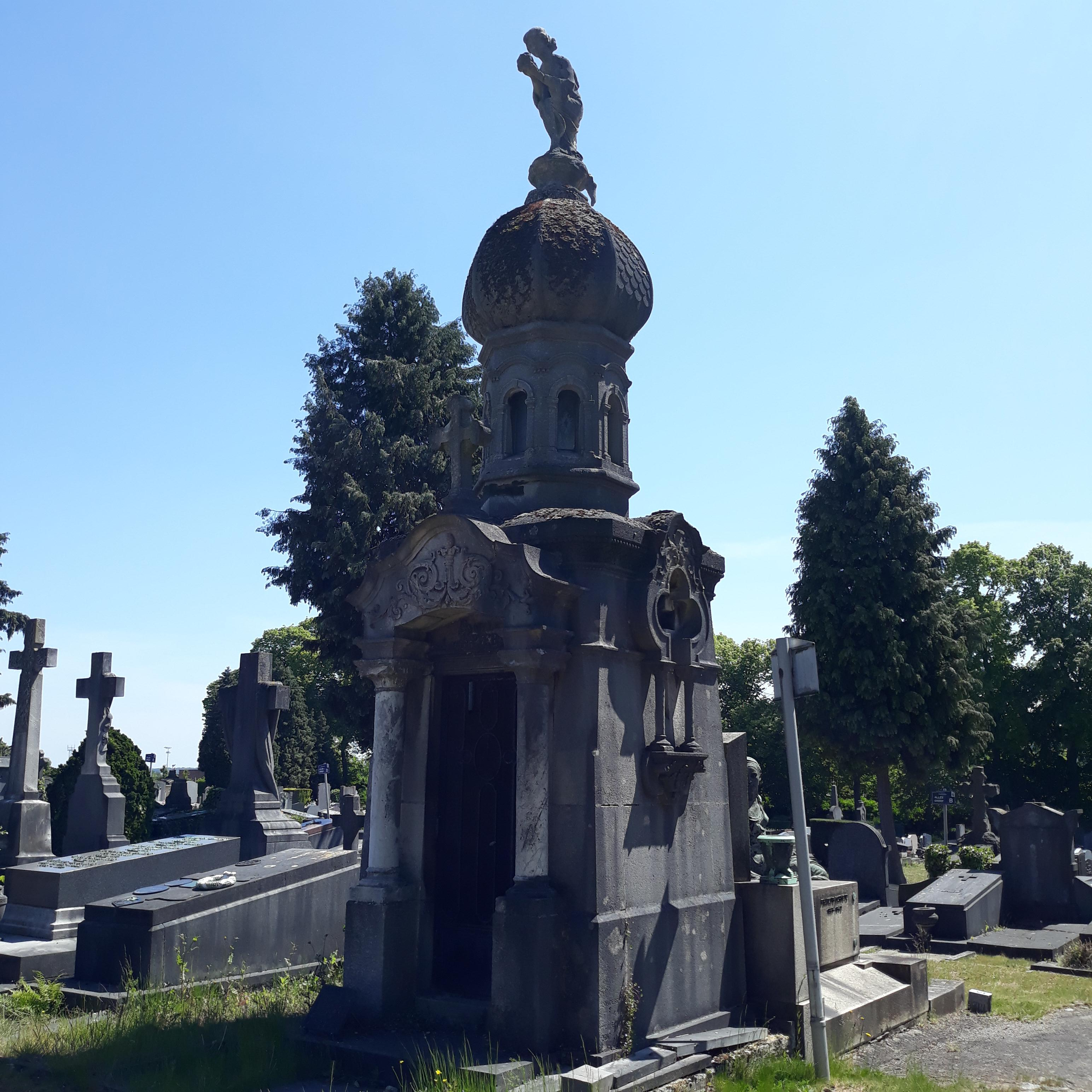
Sépulture Pierre-Ripert

Ce monument funéraire est une chapelle ouverte, construite pour un enfant, et se trouve particulièrement visible de par sa hauteur, mais aussi sa localisation (parcelle d'angle dont on peut faire le tour). Elle est conçue de manière éclectique, c'est-à-dire qu'elle reprend des éléments qui appartiennent à différents styles et époques. En l’occurrence, la partie moyenne du bâtiment rappelle un style néo-Renaissance, tandis que la coiffe de ce monument (dôme) et les ornementations (arc polylobé) évoquent un style oriental.
La porte en métal est surmontée d’un dôme outrepassé qui repose sur un tambour parsemé de lanternes. Au sommet du dôme, une gargouille ailée surplombe le cimetière, les mains liées, symbole mortuaire romantique. Sur le fronton repose une croix tréflée (aussi connue sous le nom de croix fleuronnée).

### Galerie

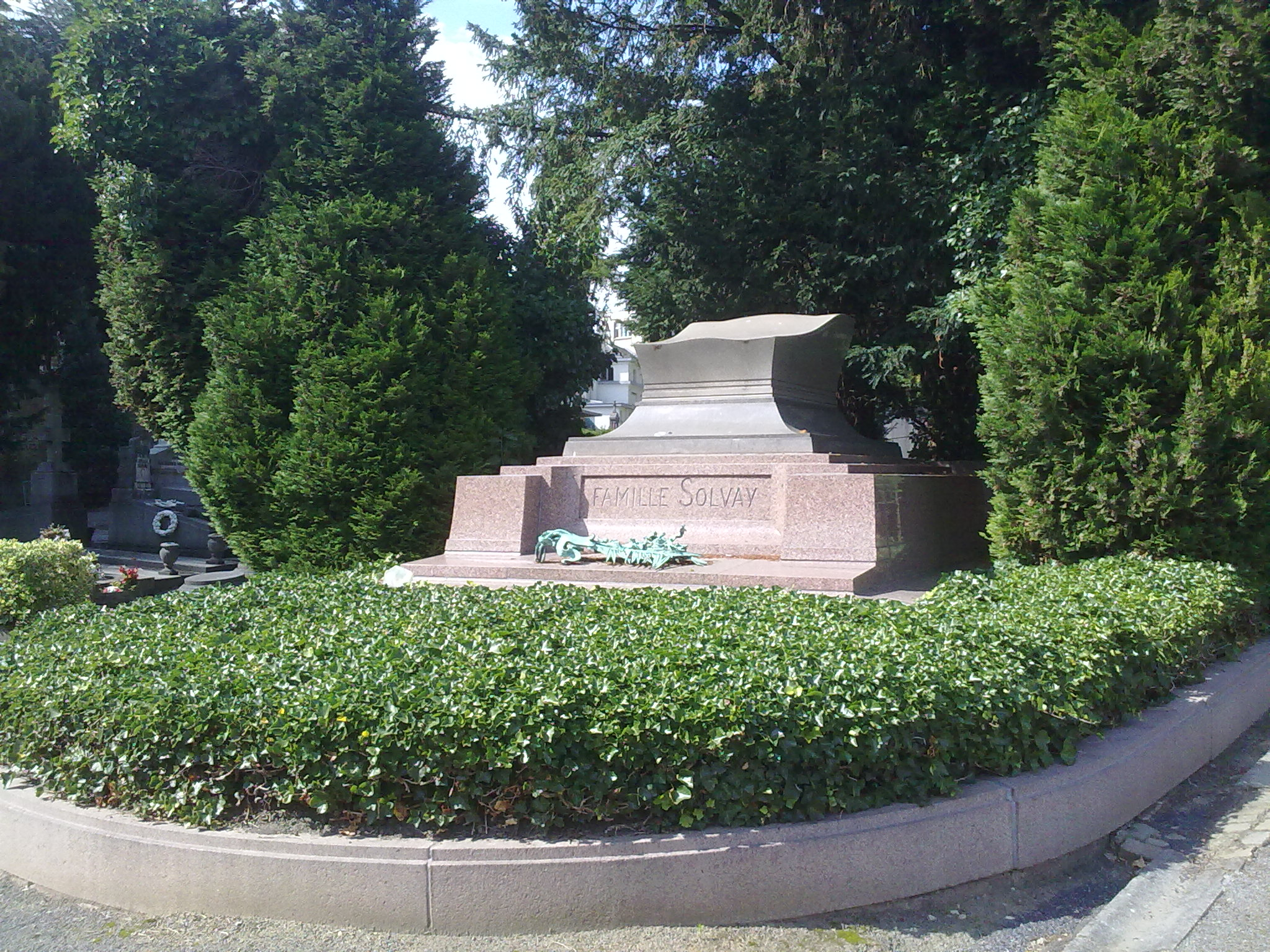
Tombe d'Ernest Solvay
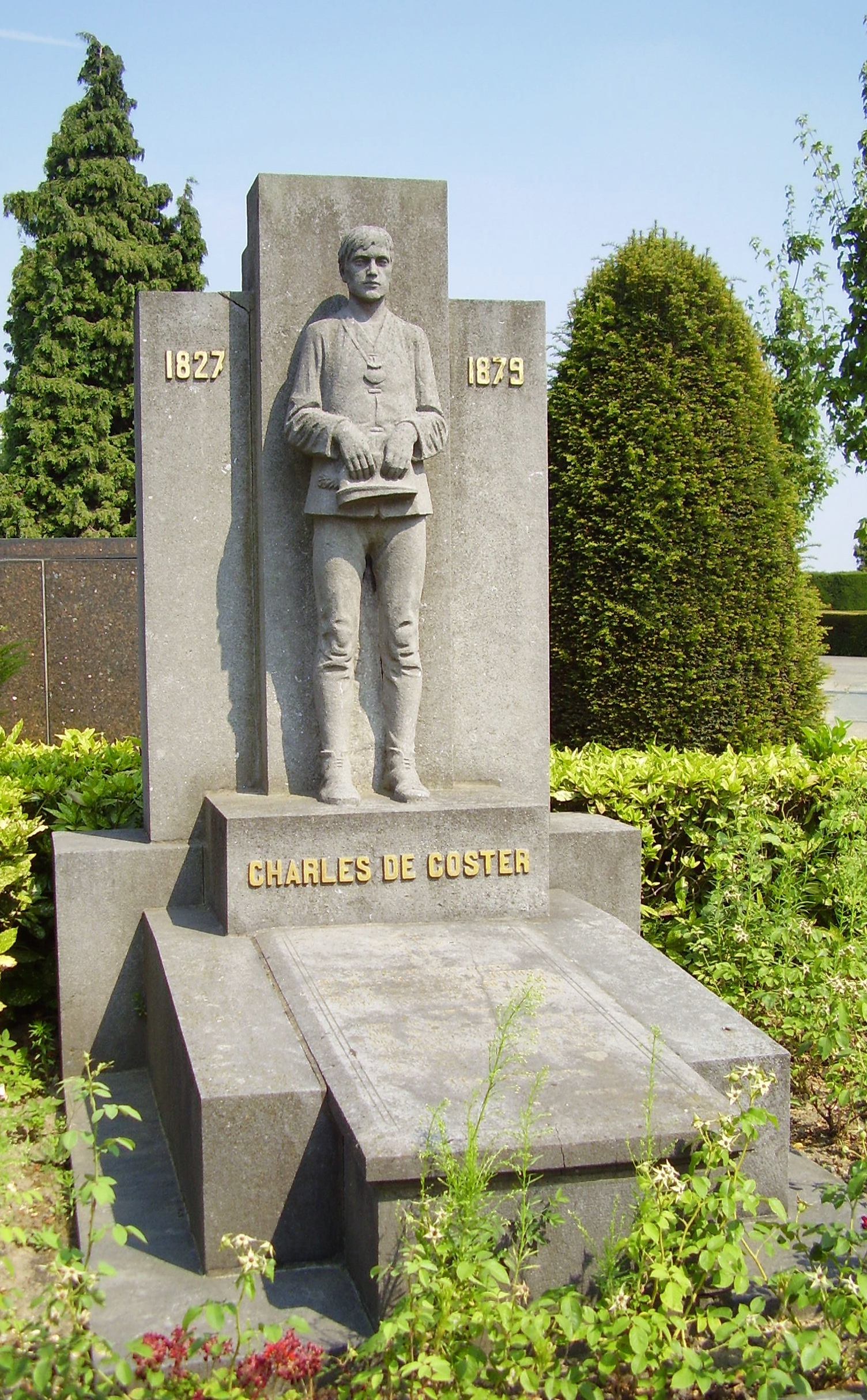
Tombe de Charles De Coster
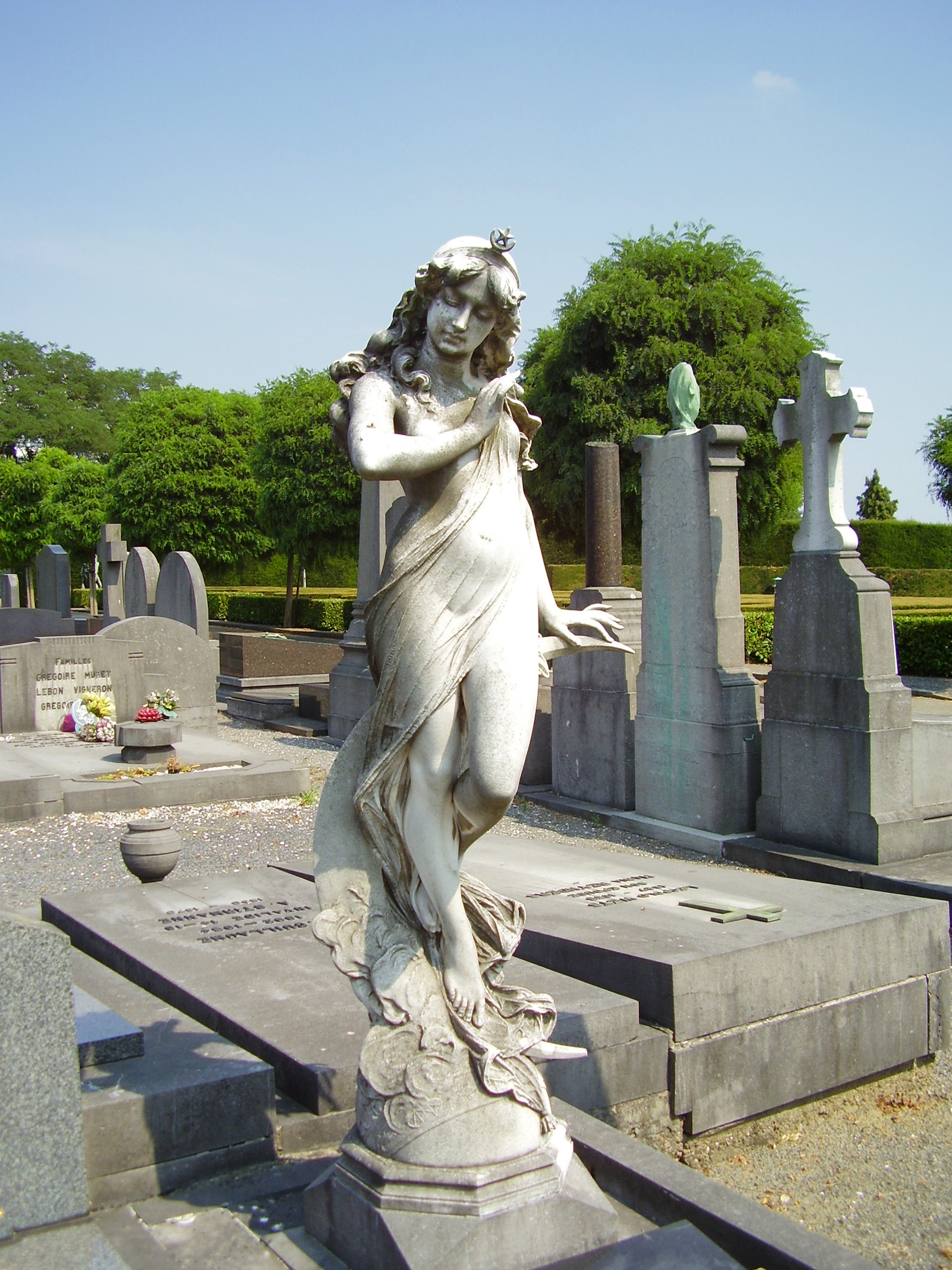
Sculpture de Bacherini
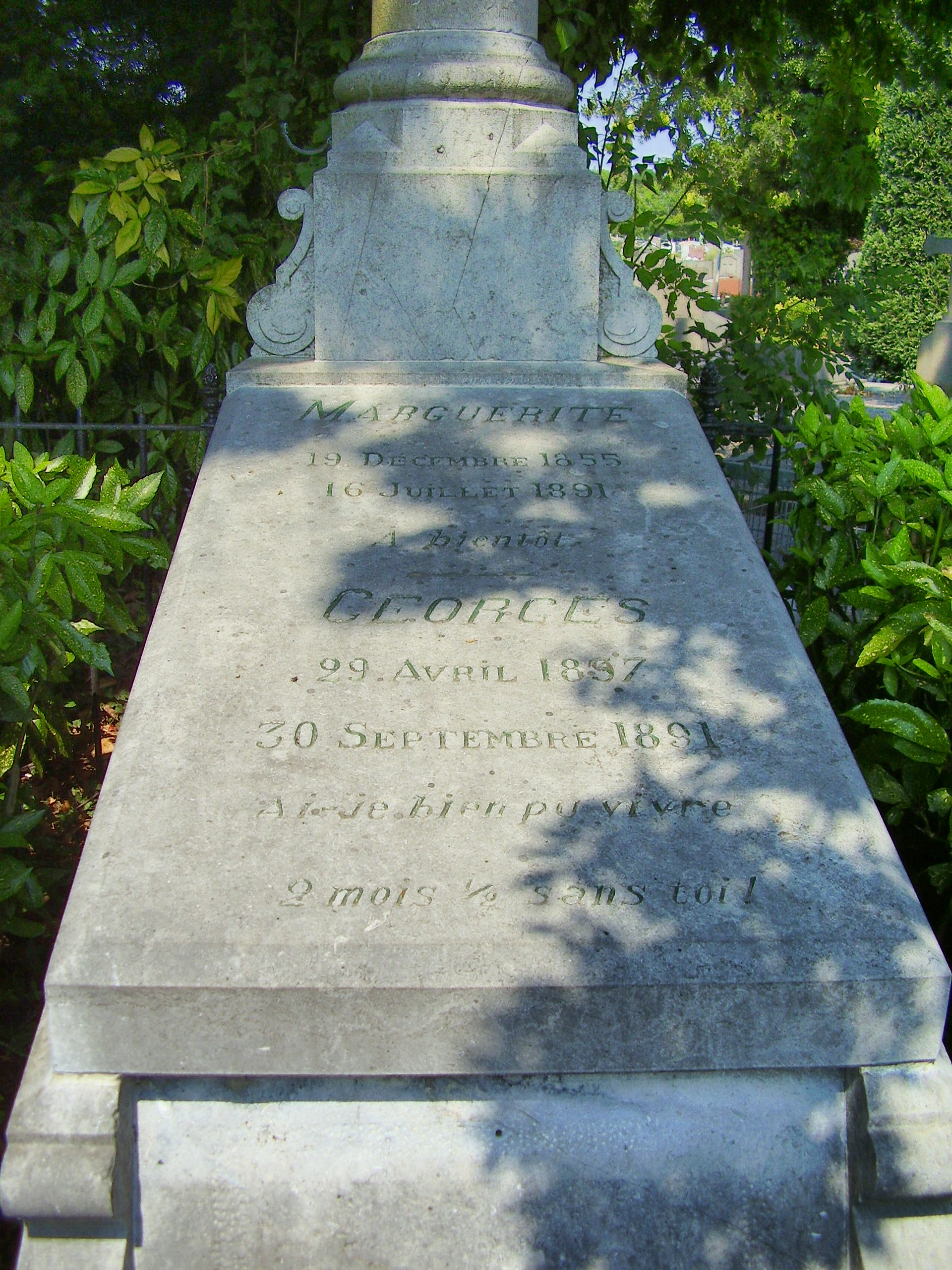
Tombe de Georges Boulanger
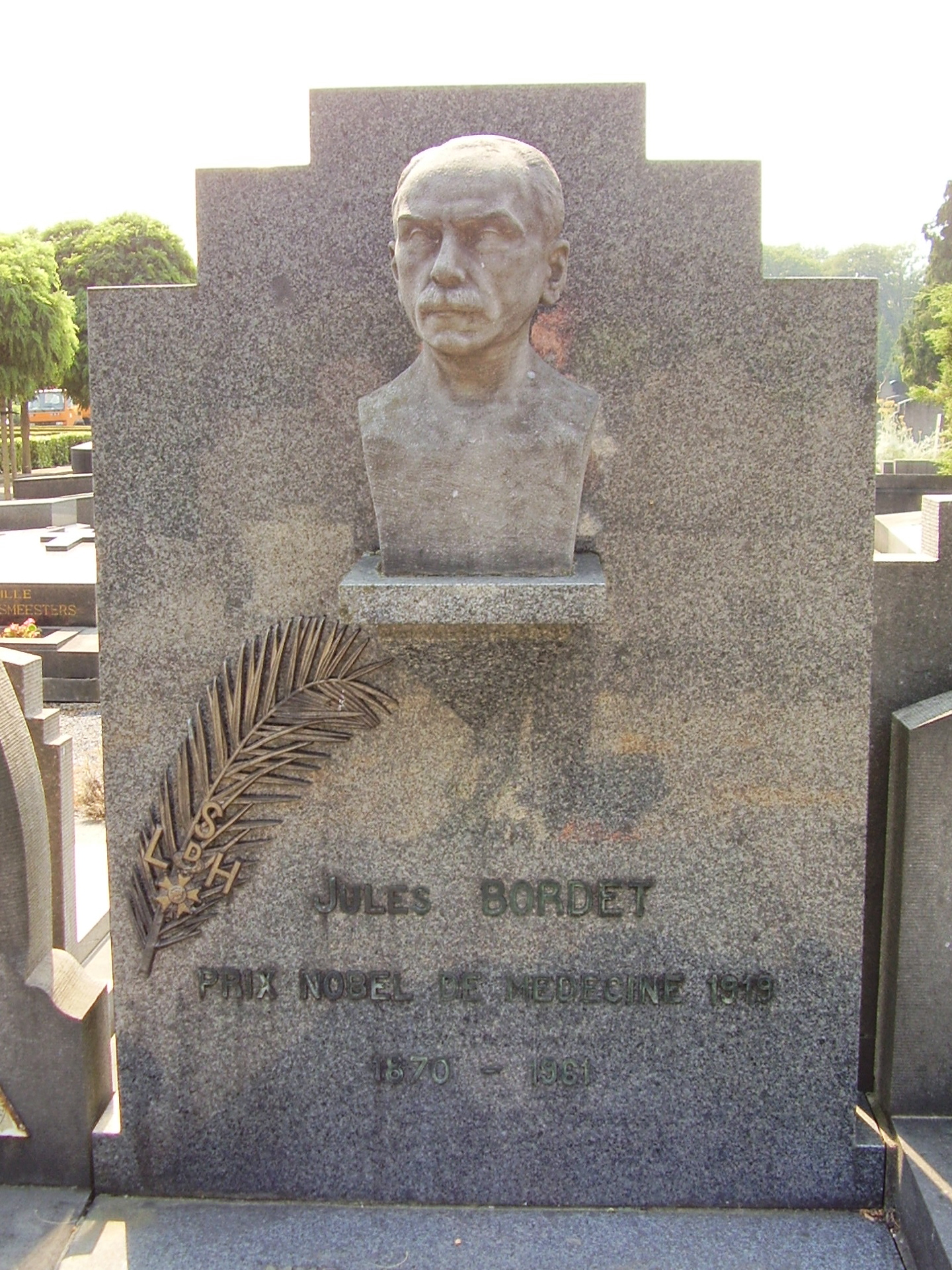
Tombe de Jules Bordet
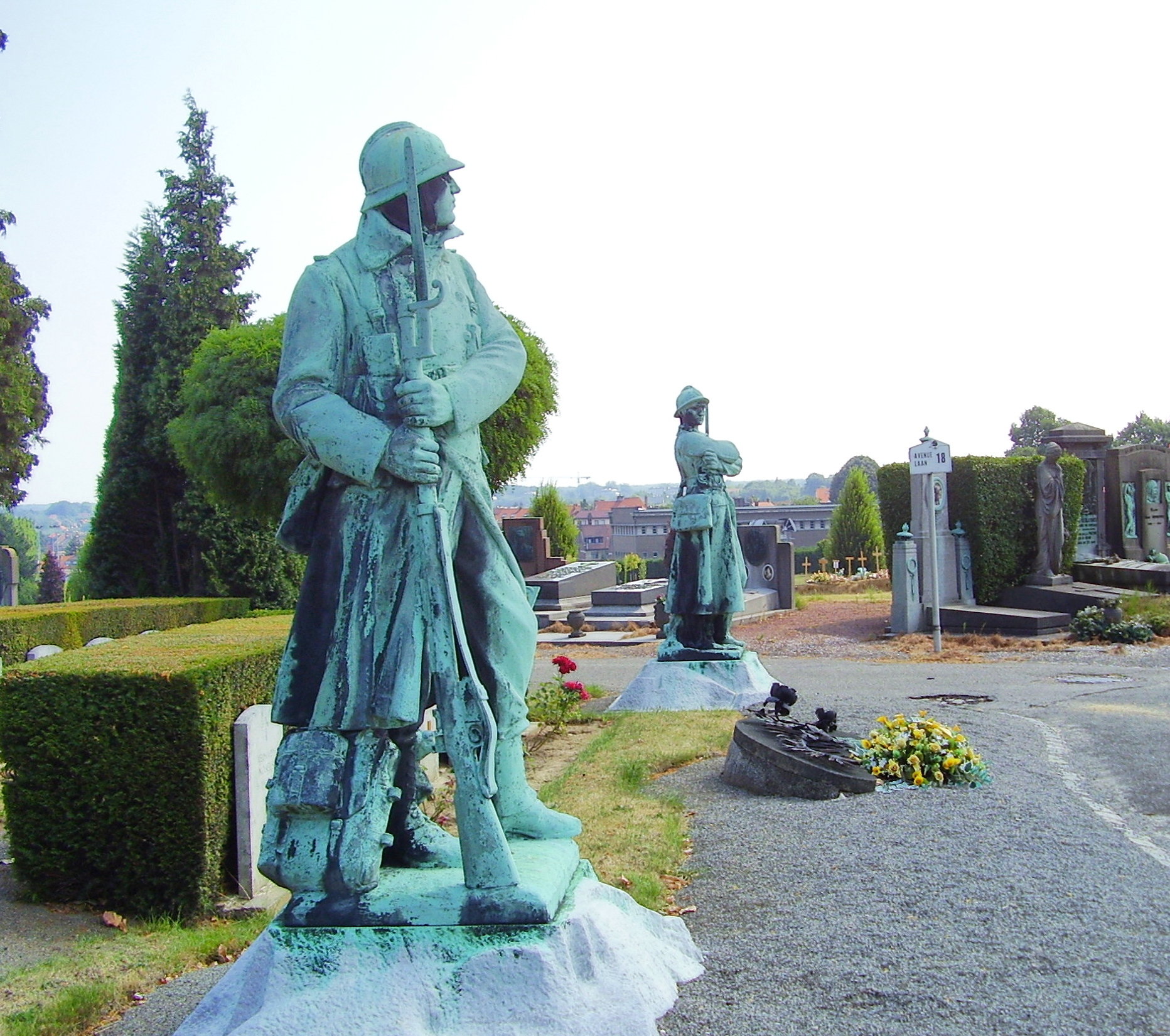
Œuvres de Charles Samuel (avant-plan) et Isidore De Rudder (arrière-plan)
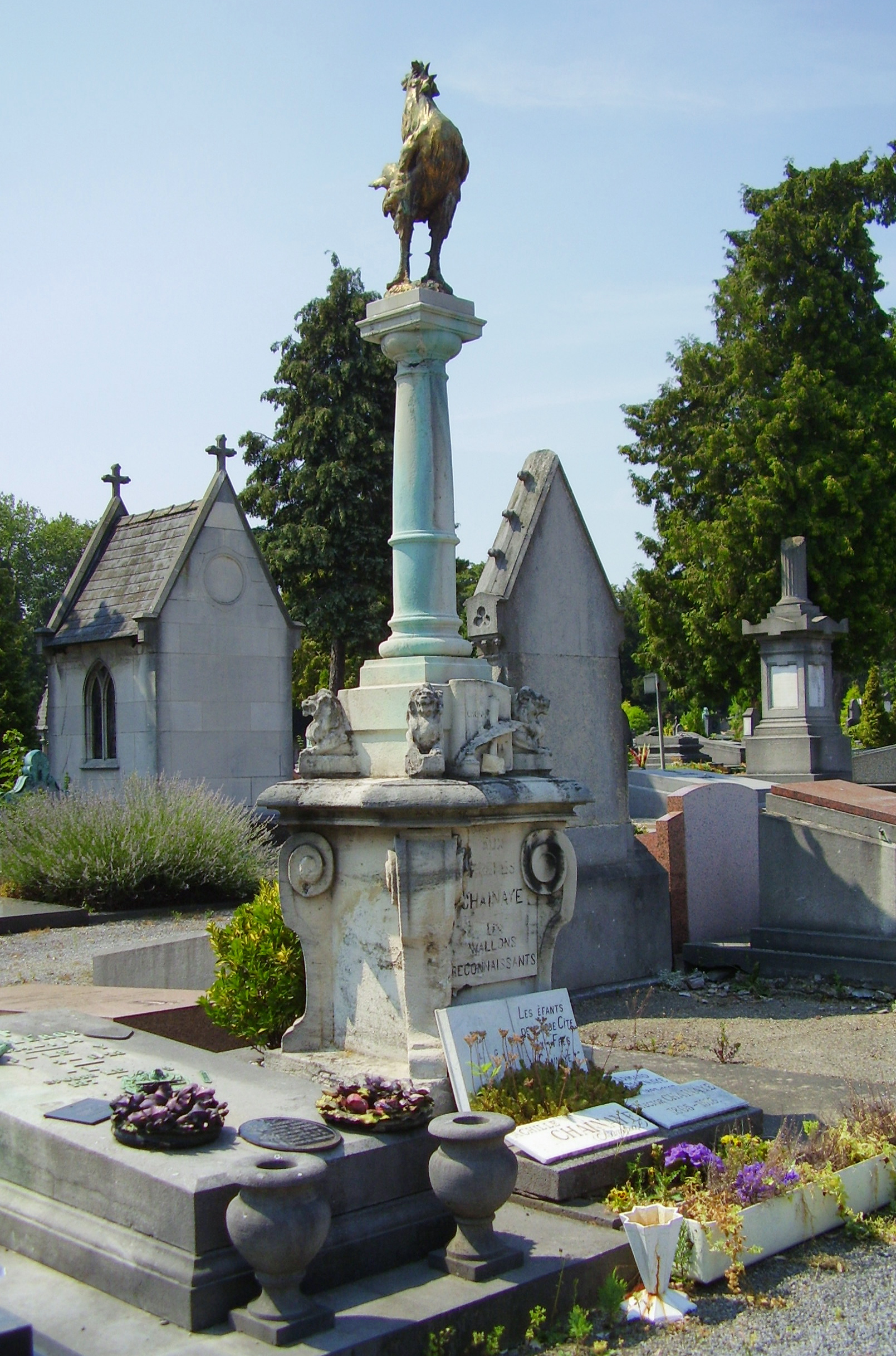
Cimetière d’Ixelles (Bruxelles)
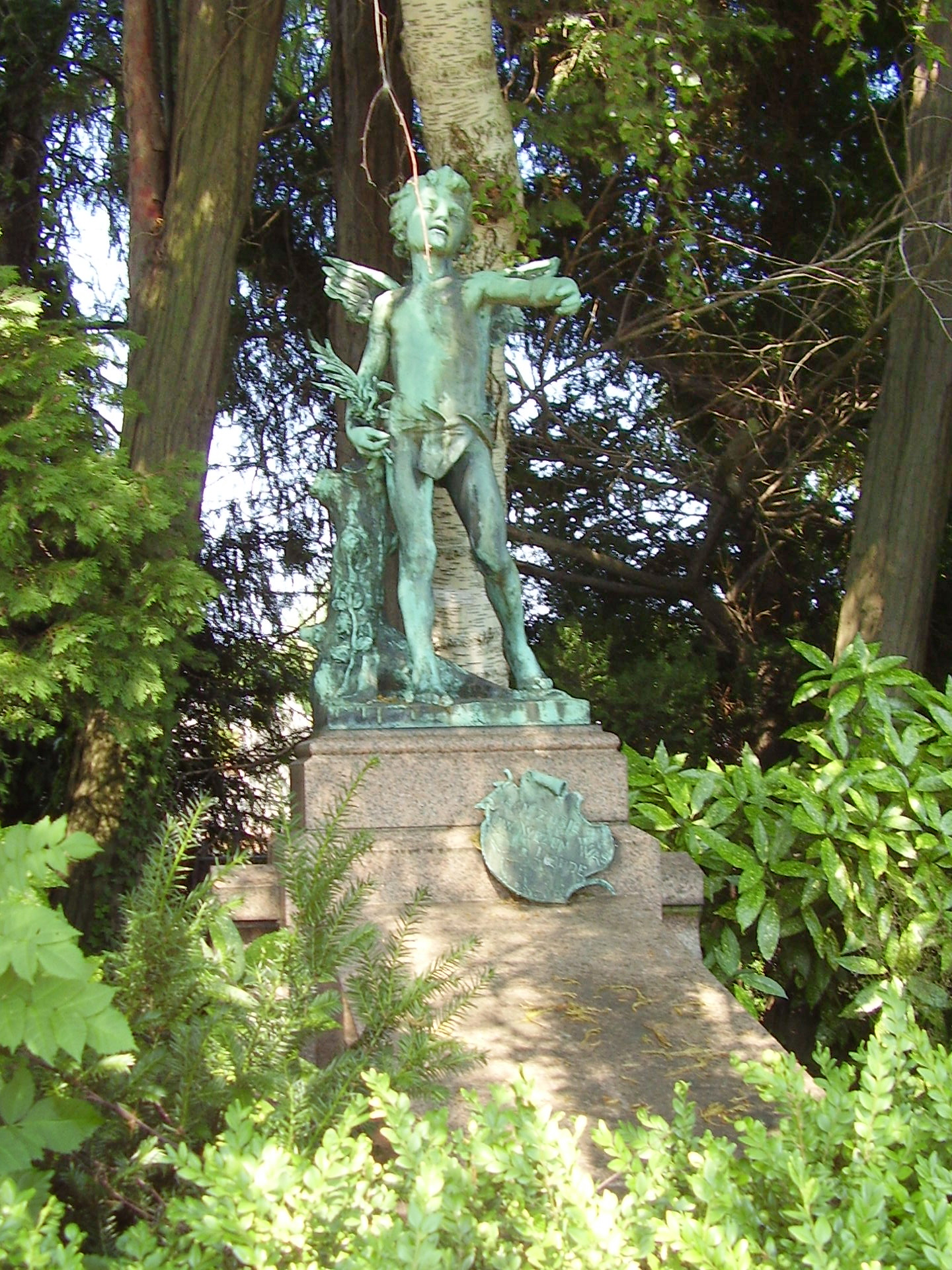
Œuvre de Paul Du Bois
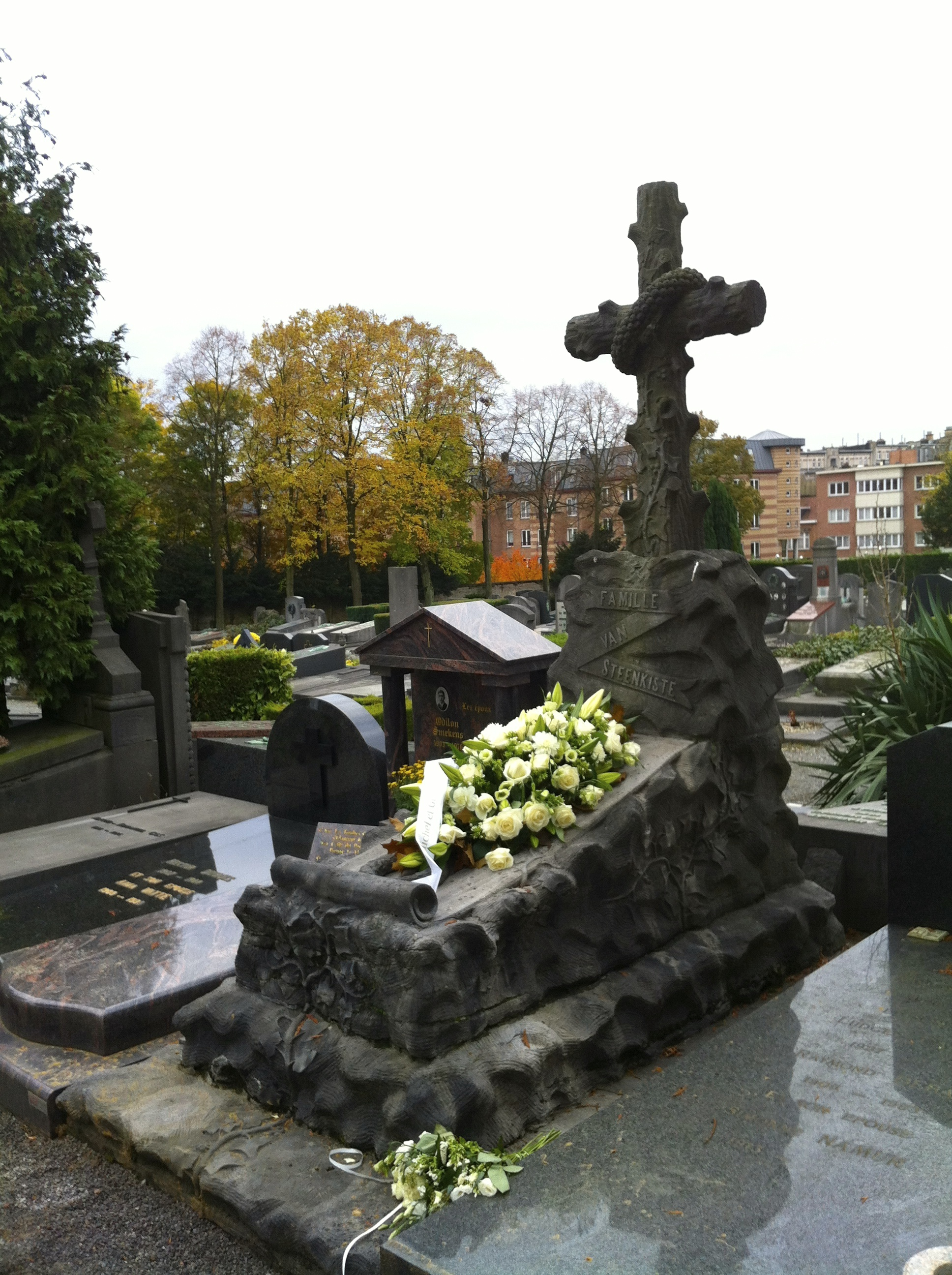
Caveau de la famille van Steenkiste
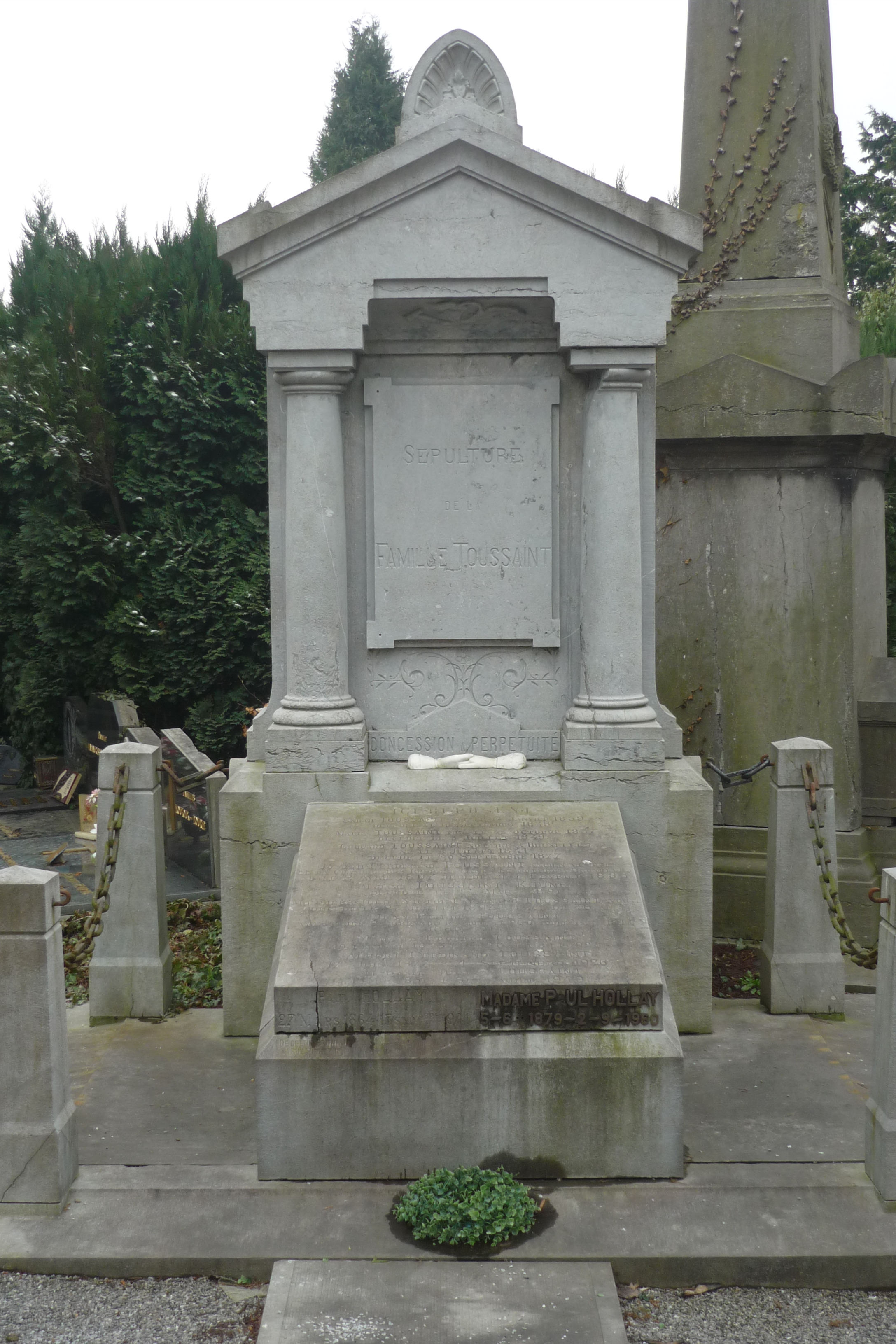
Monument funéraire de Joseph-Ferdinand Toussaint.
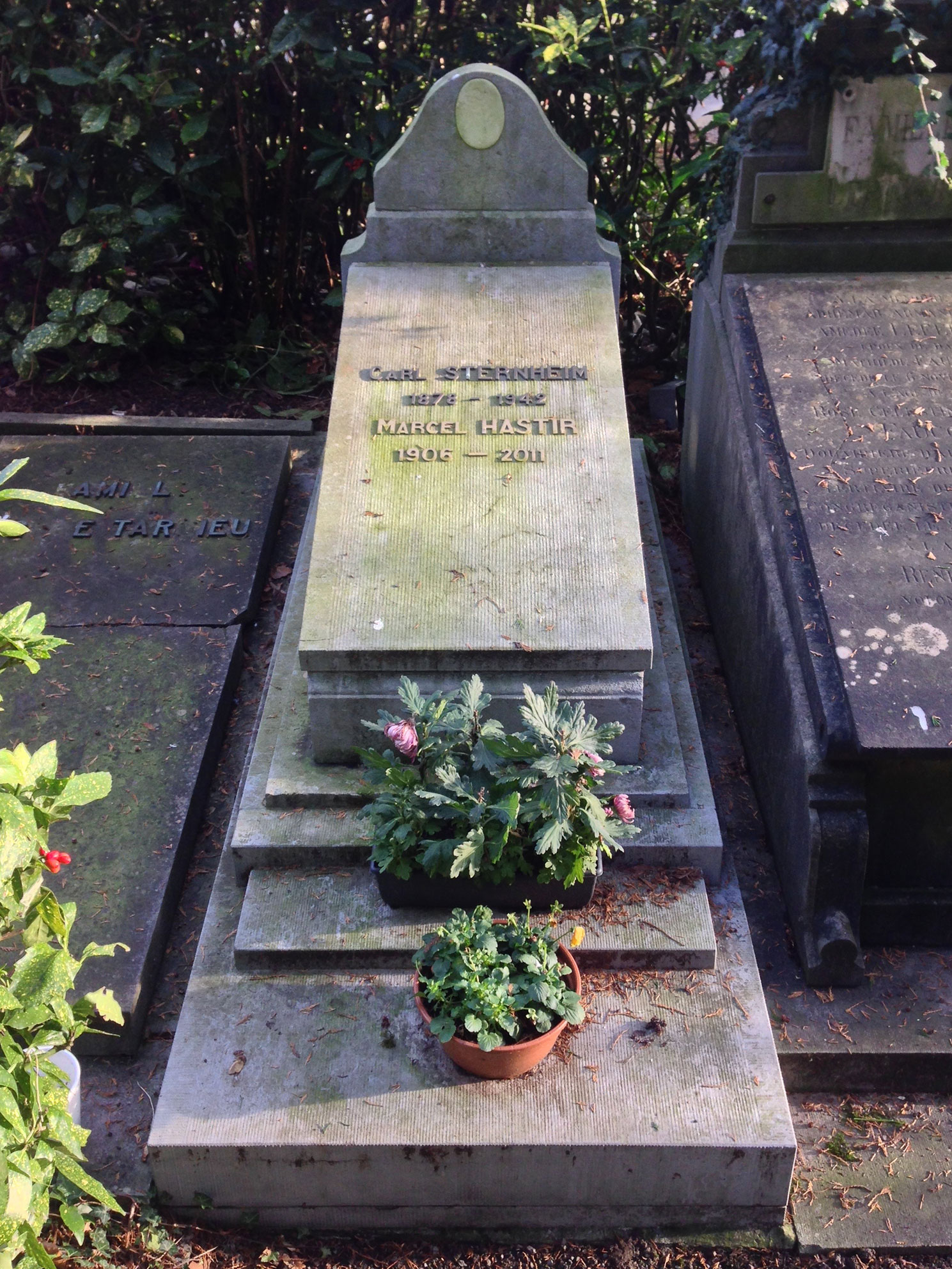
Tombeau de Carl Sternheim et Marcel Hastir.

### Ouvrages papiers
- Anne-Marie Havermans, Bénédicte Verschaeren, Le cimetière d’Ixelles - Inventaire sélectif et commentarisé, réalisé pour la commune d’Ixelles pour l’ASBL Epitaaf, sous la direction de Linda Van Santvoort et Marcel Celis, avec l’appui logistique de Pol De Prins, Lode De Clercq et Karel Breda, 2008.
- Michèle Herla, Ixelles, Histoire du développement urbanistique Partie 2, Service public régional de Bruxelles, sous la direction de l’Inventaire du patrimoine architectural de la Région de Bruxelles-Capitale, édité par T. Wauters, Bruxelles, 2016-2017.
- Alain Guillaume, Marc Meganck, « Atlas du sous-sol archéologique de la Région de Bruxelles : Ixelles », n°15, avec les contributions de Ann Degraeve et Philippe Sosnowska, Bruxelles, 2005.  (ISBN 978-2-96005-024-0)
- Michel Hainault, Émile Delaby, Mémoire d’Ixelles - Bulletin du cercle d’Histoire locale d’Ixelles, périodique trimestriel, n°12, décembre 1983 ; n°20, décembre 1985 ; n°21, mars 1986.
- Célia Vandervelde, Les champs de repos de la région Bruxelloise, p. 313-428, éditions à compte d’auteur, Bruxelles, 1997.
- Marcel Celis, Bruxelles, ville d’art et d’histoire : Cimetières et nécropoles, édité par le ministère de la Région de Bruxelles-Capitale, Bruxelles, p. 24-28, 2004.
- Mathilde Lavenu, Victorine Mataouchek, Dictionnaire d’architecture, éditions Jean-Paul Gisserot, France, 2012.  (ISBN 978-2755802993))

### Ouvrages numériques
- Anne-Cécile Huwart, Le cimetière d’Ixelles, une ville miniature, Service de l’information de la commune d’Ixelles, Ixelles, 2017
- Direction des Monuments et des Sites, Les fiches du glossaire : Le style néoclassique, ministère de la Région de Bruxelles-Capitale, Bruxelles, 2008
- Inventaire des arbres remarquables de la Région de Bruxelles-Capitale
- Informations générales sur le cimetières communal d'Ixelles
- Reportage vidéo sur la visite du cimetière d’Ixelles